# بارنسيلا
بارنسيلا (بالإنجليزية: Barnesiella)‏ هي جنس من البكتيريا ضمن شعبة العصوانيات.

## أصل التسمية
سمي هذا الجنس نسبة إلى عالمة الأحياء الدقيقة البريطانية إلا م. بارنس.

## الأنواع
- Barnesiella intestinihominis بارنسيلا معوية بشرية[3][4]
- Barnesiella viscericola